# Filix dowellii
Filix dowellii là một loài dương xỉ trong họ Dryopteridaceae. Loài này được Farw. mô tả khoa học đầu tiên năm 1923.
Danh pháp khoa học của loài này vẫn chưa rõ ràng. 